# Замок Гоенклінґен
Замок Гоенклінґен — середньовічний замок поблизу міста Штайн-ам-Райн у швейцарському кантоні Шаффгаузен.
Розташований на скелі, складеній із осадових порід, на висоті 594 м над рівнем моря, і на 200 м вище, ніж Штайн-ам-Райн. Сучасний вигляд замку сформувався загалом у період XIII—XIV ст.

## Назва
Назва «Гоенклінґен» (нім. Hohenklingen) походить від давньоверхньонімецького klingo, або середньоверхньонімецького klinge, що означає «гірський струмок», «ущелина», або «шумна вода». Назва hohen Clingen ob Stain уперше зустрічається 1327 року і вказує на утворені струмками розщелини, що об'єднуються біля підніжжя гори.

## Історія
Історія замку тісно пов'язана з історією міста Штайн-ам-Райн та розташованого в ньому монастиря Святого Георгія. Достеменно відомо, що близько 1200 року на місці, де зараз стоїть замок, монастирський фогт Вальтер фон Клінґен збудував житлову кам'яну вежу. Але можна також припустити, що вже при Церінгенах, які були раніше фогтами монастиря святого Георгія, на узвишші над містом існувало невелике укріплення з дерева у вигляді палісаду і, ймовірно, оглядова вежа, яку після припинення роду Церінгенів перейняли фон Клінґени.
На початку XIV століття рід Клінґенів, які називалися тепер також Гоенклінґени, розділився на гілки Гоенклінґен-Брандіс і Гоенклінґен-Бехбург. Через фінансові труднощі Ульріх і Вальтер фон Гоенклінґен-Брандіси 1359 року продали Австрії свої частки в замку, отримавши його назад, але тепер як спадковий лен. Їхні спадкоємці, у свою чергу, продали 1419 року свою половину замку Каспару фон Клінґенбергу, який володів у той час замком Гоентвіль; 1433 року Каспар фон Клінґенберг зміг придбати і другу половину Гоенклінґену.
Вже 1457 року Клінґенберги були змушені розлучитися із замком за 24500 гульденів; його новим власником стало місто Штайн-ам-Райн, яке перетворило його незабаром на один із найважливіших сигнальних пунктів у оборонній системі Цюриха, з яким від 1484 року у Штайна був підписаний договір про заступництво та спільні дії.
Важливу військову роль в обороні міста замок грав у Швабській війні 1499 року й у Тридцятирічній війні 1618—1648 років.
Наприкінці XVIII — початку XIX століть Гоенклінґен утратив стратегічне значення, і від 1838 року більше не використовувався як спостережний пост; що спричинило поступовий занепад усієї споруди.
Численні спроби продати або передати замок у оренду, як правило, закінчувалися невдачею через банкрутство потенційних покупців. І лише облаштування міні-готелю та ресторану принесло, нарешті, успіх.

## Сучасне використання
Сьогодні в замку міститься ресторан і пропонується можливість оренди приміщень для приватних потреб. Крім того, можна безкоштовно оглянути деякі історичні приміщення, і піднятися на вежу з її незабутнім краєвидом на Рейн. Міське туристичне бюро Штайн-ам-Райна пропонує екскурсії замком.